# Hoplunnis diomediana
Hoplunnis diomediana är en fiskart som beskrevs av Goode och Bean, 1896. Hoplunnis diomediana ingår i släktet Hoplunnis och familjen Nettastomatidae. Inga underarter finns listade i Catalogue of Life.